# Landamano

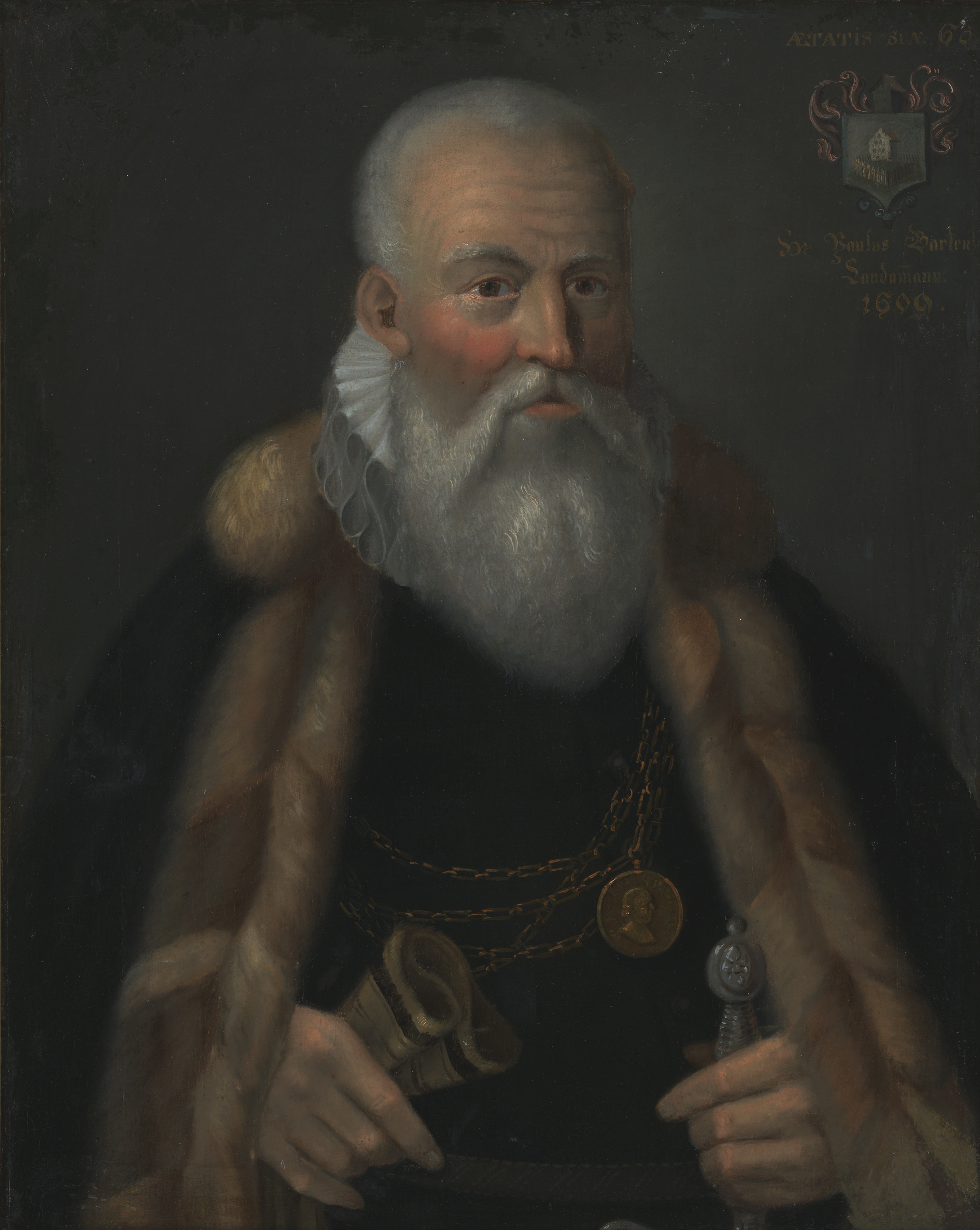
Ritratto di Paulus Gartenhauser, primo Landamano di Appenzello Esterno, 1609

Il Landamano (in tedesco Landammann) è un antico titolo pubblico di origine germanica, che oggi sopravvive in alcuni cantoni svizzeri di lingua tedesca. Al femminile il tedesco Frau Landammann è tradotto in italiano sia con Signora Landamano che con Landamana. Il termine tedesco Landammann è composto dalle parole Land ("territorio"), che in questo caso si riferisce al cantone, e Amtmann (di solito tradotto come "amministratore"). 
I cantoni della confederazione dove ancor oggi il presidente dell'esecutivo cantonale viene designato come Landamano, sono i seguenti:
- Argovia[4], dove viene eletto annualmente sin dal 1831-32 (prima era chiamato Amtsbürgermeister)
- Appenzello Interno[5]
- Appenzello Esterno[6]
- Glarona[7]
- Nidvaldo[8]
- Obvaldo[9]
- Svitto[10]
- Soletta[11]
- Uri[12]
- Zugo[13]

Il termine veniva usato anche nel Canton dei Grigioni: il poeta Zaccaria Pallioppi che era stato Landamano per tutta la vita veniva chiamato in lingua romancia Landamma.

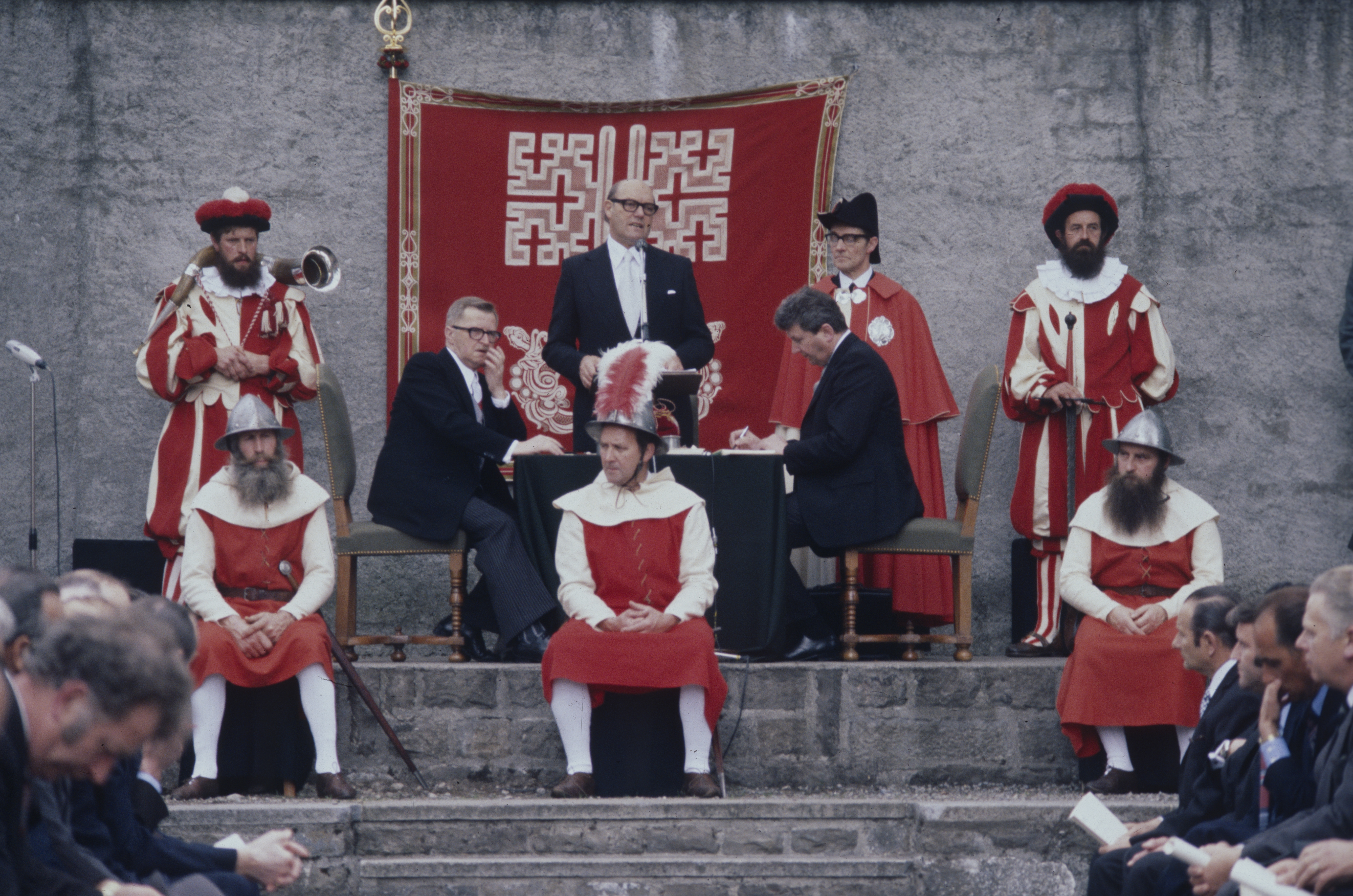
Landsgemeinde di Nidvaldo a Stans, 1978. Il Landamano è la persona al centro in piedi.

A livello confederale in passato anche al capo dello stato svizzero venne attribuito il titolo di Landamano. Il primo fu Alois von Reding, il quale governò la Svizzera (allora Repubblica Elvetica filo-francese) come '"Primo Landamano", dal 23 novembre 1801 all 6 febbraio 1802 (in analogia con quello francese di Primo console). Reding successe a se stesso governando fino al 6 aprile 1802, col semplice titolo di "Landamano" e tornò al potere fra l'agosto ed il settembre dello stesso anno, stavolta in rivolta contro i francesi. Sotto la successiva occupazione napoleonica il titolo venne sostituito da quello di Mediatore, ma tornò in auge fra il 1803 ed il 1813, allorquando - restaurate le libertà cantonali con l'Atto di mediazione - il capo della confederazione svizzera venne identificato col presidente dell'esecutivo del cantone in cui, di volta in volta, si teneva la Dieta federale, il quale veniva chiamato "Landamano della Svizzera".